# Judith Hart, Baroness Hart of South Lanark
Judith Hart, Baroness Hart of South Lanark DBE PC (Geburtsname: Constance Mary Ridehalgh; * 18. September 1924 in Burnley, Lancashire, England; † 8. Dezember 1991 in London) war eine britische Politikerin der Labour Party.

## Leben
Im Alter von zwölf Jahren nahm sie den Vornamen Judith an und studierte nach dem Besuch der Clitheroe Royal Grammar School an der London School of Economics und der Universität London, ehe sie anschließend als Lecturer an einer Lehrerausbildungsanstalt (Teacher Training College) tätig war. Darüber hinaus war Judith Hart, die auch Mitglied der Fabian Society war, Filialsekretärin der Association of Scientific Workers (AScW).
Bei den Unterhauswahlen vom 8. Oktober 1959 wurde sie als Kandidatin der Labour Party erstmals als Abgeordnete in das House of Commons gewählt und vertrat dort zunächst bis zu dessen Auflösung 1983 den Wahlkreis Lanark und anschließend bis 1987 die Interessen des neugeschaffenen Wahlkreises Clydesdale.
Nach dem Wahlsieg der Labour Party bei den Unterhauswahlen am 15. Oktober 1964 wurde sie zuerst Unterstaatssekretärin im Ministerium für Schottland sowie anschließend von 1966 bis 1967 als Staatsministerin im Außenministerium (Foreign Office). Im Anschluss ernannte sie Premierminister Harold Wilson erst zur Ministerin für Soziale Sicherheit und dann nach einer Kabinettsumbildung 1968 zur Generalzahlmeisterin (Paymaster General), ehe sie zuletzt von 1969 bis zum Ende von Wilsons Amtszeit im Juni 1970 Ministerin für Überseeische Entwicklung war.
Als Wilson nach dem Wahlsieg der Labour Party bei den Unterhauswahlen vom 28. Februar 1974 wieder Premierminister wurde, war sie von 1974 bis 1975 Ministerin für Überseeische Entwicklung ohne Kabinettsrang. Innerhalb der Labour Party galt sie insbesondere zu dieser Zeit als Parteilinke in der Tradition von Clement Attlee, Herbert Stanley Morrison, Aneurin Bevan, Ernest Bevin und Hugh Gaitskell sowie als Kritikerin der Sparpolitik des damaligen Schatzkanzlers Denis Healey und des Innenministers Roy Jenkins. Zuletzt war sie während der Amtszeit von Wilsons Nachfolger James Callaghan zwischen 1977 und 1979 wiederum Ministerin für Überseeische Entwicklung, wobei sie diesmal wieder Mitglied des Kabinetts war.
Judith Hart, die zeitweise auch Vizepräsidentin der Generalversammlung der Vereinten Nationen in New York City war, war darüber hinaus von 1981 bis 1982 Geschäftsführende Vorsitzende der Labour Party.
Nach ihrem Ausscheiden aus dem Unterhaus wurde sie als Life Peeress mit dem Titel einer Baroness Hart of South Lanark, of Lanark in the County of Lanark, in den Adelsstand erhoben und gehörten anschließend bis zu ihrem Tod dem House of Lords als Mitglied an.

## Veröffentlichungen
- Minorities in our society: an address given at the Annual General Meeting of the National Council of Social Service in the Senate House, University of London, 2nd November 1967, London 1968
- Aid and liberation: a socialist study of aid policies, London 1973, ISBN 0-575-01617-5
- Administering an aid programme in a year of change: a personal diary : address to the Royal Commonwealth Society, London 1975, ISBN 0-11-580174-X
- The priority for rural development overseas: address to the Royal Society of Arts, London 1975, ISBN 0-11-580175-8
- The relationship between the industralised and developing countries: fourth annual Tom Mboya memorial lecture. delivered by the Rt. Hon. Judith Hart MP, Minister of Overseas Development at Ruskin College, Oxford, 6 February 1975, London 1975, ISBN 0-11-580171-5